# Føns Sogn
Føns Sogn er et sogn i Middelfart Provsti (Fyens Stift).
I 1800-tallet var Ørslev Sogn anneks til Føns Sogn. Begge sogne hørte til Vends Herred i Odense Amt. Føns-Ørslev var en sognekommune, men ved kommunalreformen i 1970 blev sognene delt: Føns kom til Nørre Aaby Kommune, Ørslev til Ejby Kommune. Ved strukturreformen i 2007 blev begge storkommuner indlemmet i Middelfart Kommune.
I Føns Sogn ligger Føns Kirke.
I sognet findes følgende autoriserede stednavne:
- Føns (bebyggelse, ejerlav)
- Føns Strand (bebyggelse)
- Føns Vig (vandareal)
- Fønsskov (areal, bebyggelse, ejerlav)
- Fønsskov Odde (areal)
- Grevindeskov (areal)
- Rud (bebyggelse)
- Skovløkke (bebyggelse)
- Sparretorn (ejerlav, landbrugsejendom)
- Torbenhoved (areal, bebyggelse)
- Tønnæs Odde (areal)
- Ålehoved (areal, bebyggelse)